# Piramidă pentagonală alungită
În geometrie piramida pentagonală alungită este un poliedru convex construit prin alungirea unei piramide pentagonale prin atașarea unei prisme pentagonale la baza acesteia. Este poliedrul Johnson (J8 ). Având 11 fețe, este un endecaedru.
Ca orice piramidă alungită, poliedrul rezultat este autodual din punct de vedere topologic, dar nu și din punct de vedere geometric.

## Mărimi asociate
Următoarele formule pentru înălțime h, arie A și volum V sunt stabilite pentru lungimea laturilor tuturor poligoanelor (care sunt regulate) a:
{\displaystyle h=\left(1+{\sqrt {\frac {5-{\sqrt {5}}}{10}}}\right)a\approx 1,525731\,a\,,}
{\displaystyle A={\frac {20+5{\sqrt {3}}+{\sqrt {25+10{\sqrt {5}}}}}{4}}\,a^{2}\approx 8,885541\,a^{2},}
{\displaystyle V={\frac {5+{\sqrt {5}}+6{\sqrt {25+10{\sqrt {5}}}}}{24}}\,a^{3}\approx 2,021980\,a^{3}.}

## Poliedru dual
Topologic, piramida pentagonală alungită este propriul său dual. Din punct de vedere geometric, dualul are 11 fețe neregulate: un pentagon, cinci trapeze isoscele și cinci triunghiuri isoscele.
| Dualul piramida pentagonală alungită | Desfășurata dualului |
| ------------------------------------ | -------------------- |
|                                      |                      |

## Poliedre înrudite
| Piramidă digonală alungită | Piramidă triunghiulară alungită | Piramidă pătrată alungită | Piramidă pentagonală alungită | Piramidă hexagonală alungită | Piramidă heptagonală alungită | ... | Con alungit |
| -------------------------- | ------------------------------- | ------------------------- | ----------------------------- | ---------------------------- | ----------------------------- | --- | ----------- |
|                            |                                 |                           |                               |                              |                               |     |             |